# Synagoge (Valdemārpils)

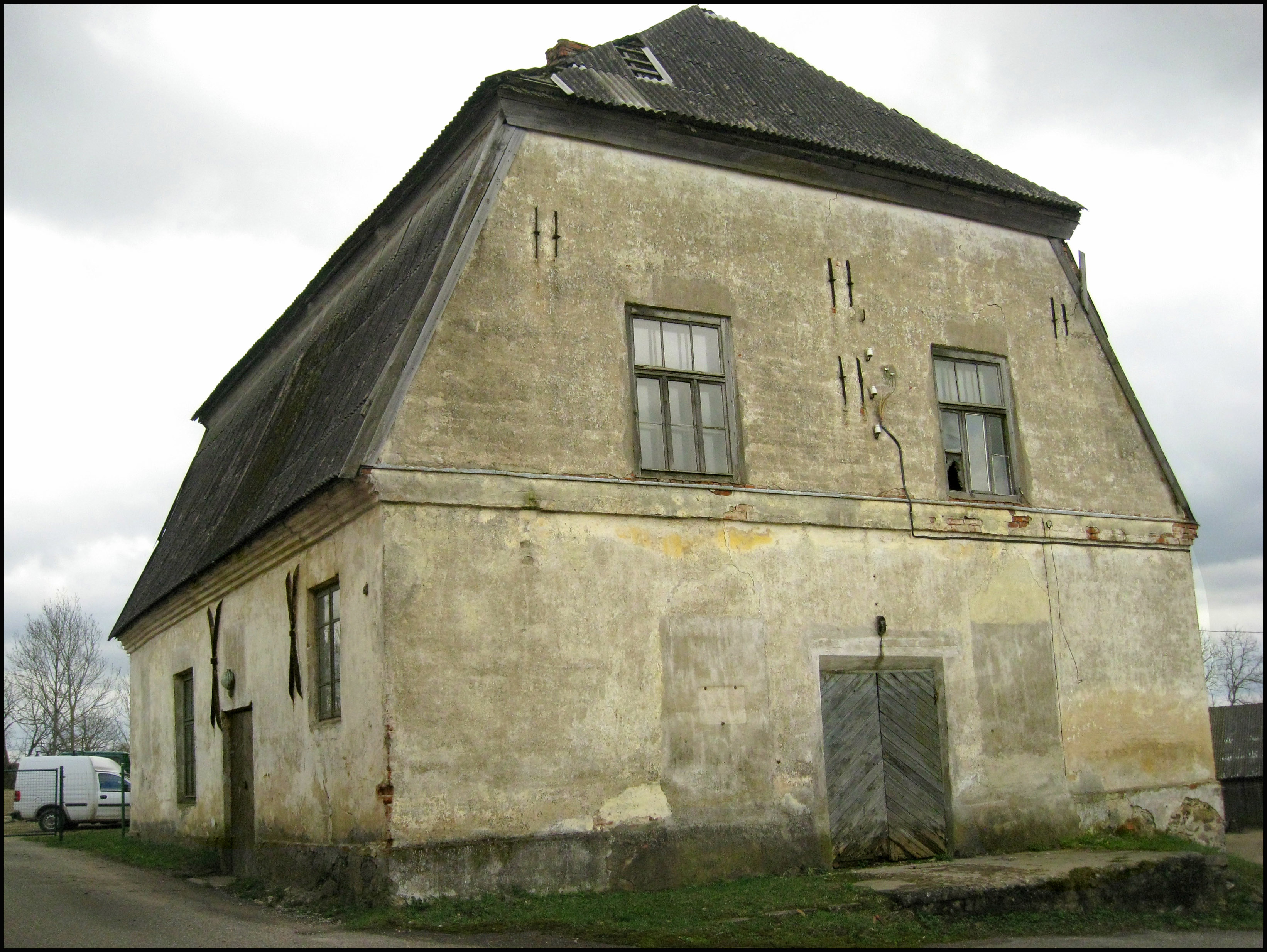
Synagoge in Valdemārpils (2008)

Die Synagoge in Valdemārpils (deutsch Saßmacken), einer Stadt im Nordwesten Lettlands, wurde um 1830 errichtet. Die profanierte Synagoge wurde nach dem Zweiten Weltkrieg als Lagerraum genutzt. 
Durch den Überfall auf die Sowjetunion vom 22. Juni 1941 kam das gesamte Gebiet Lettlands bis zum 8. Juli 1941 in den Machtbereich des nationalsozialistischen Deutschlands. Damit begann die Vernichtung fast der kompletten dort ansässigen jüdischen Bevölkerung. 